# Schoenobius
Schoenobius ist eine Gattung von Schmetterlingen aus der Familie der Crambiden (Crambidae).

## Merkmale
Die Falter zeigen einen ausgeprägten Sexualdimorphismus. Die Weibchen sind deutlich größer als die Männchen. Der Kopf besitzt Ocellen, die Fühler der Männchen sind kurz bewimpert. Der Saugrüssel ist nur rudimentär ausgebildet. Die Labialpalpen sind länger als Kopf und Thorax zusammen. Die Spornformel der Gattung lautet 0-2-4 (Vorder-, Mittel-, Hintertibien), die Epiphysis tibialis ist ausgebildet. Auf den Vorderflügeln sind die Adern R3 und R4 gestielt. Die Ader R2 ist nicht mit der Zelle verbunden. Bei den Weibchen besteht das Frenulum apikal aus einer einzelnen Borste, obwohl an der Basis drei Borsten angelegt sind.
Bei den Männchen ist der Uncus lang und zugespitzt, der Gnathos ist relativ lang und zur Basis hin geweitet. Der subteguminale Fortsatz ist klein und weitgehend mit dem Tegumen verbunden. Er steht ventral nicht hervor. Die schuppenartigen Anhänge (Coremata) an der Basis der Valven sind relativ stark sklerotisiert.
Bei den Weibchen ist das Corpus bursae kugelförmig. Die Apophysen sind vergleichsweise kräftig, insbesondere die Apophyses anteriores. Der Ovipositor ist kräftiger als bei der Gattung Donacaula.

## Verbreitung
Die Gattung ist in der Paläarktis und im Orientalis verbreitet. Vermutlich gehören viele aus Südamerika bekannte Arten nicht in diese Gattung.

## Systematik
Die Gattung Schoenobius zählt 21 Arten. In Europa kommt nur Schoenobius gigantella vor.
- Schoenobius arimatheella (Schaus, 1922)
- Schoenobius bipunctatus Rothschild in Sjöstedt, 1926
- Schoenobius caminarius Zeller, 1852
- Schoenobius damienella (Schaus, 1922)
- Schoenobius endochalybella (Hampson, 1896)
- Schoenobius endochralis (Hampson, 1919)
- Schoenobius flava (Joannis, 1930)
- Schoenobius gigantella (Denis & Schiffermüller, 1775)
- Schoenobius hasegawai Shibuya, 1927
- Schoenobius ignitalis Hampson, 1919
- Schoenobius immeritalis Walker, 1859
- Schoenobius irrorata (Hampson, 1919)
- Schoenobius latignathosius Amsel, 1956
- Schoenobius molybdoplecta (Dyar, 1914)
- Schoenobius phaeopastalis Hampson, 1919
- Schoenobius pyraustalis Hampson, 1919
- Schoenobius retractalis (Hampson, 1919)
- Schoenobius rufalis Hampson, 1919
- Schoenobius sagitella (Hampson, 1896)
- Schoenobius vittatalis (Hampson, 1919)
- Schoenobius vittatus Möschler, 1882

## Belege
1. 1 2 3 4  Barry Goater, Matthias Nuss, Wolfgang Speidel: Pyraloidea I (Crambidae, Acentropinae, Evergestinae, Heliothelinae, Schoenobiinae, Scopariinae). In: P. Huemer, O. Karsholt, L. Lyneborg (Hrsg.): Microlepidoptera of Europe. 1. Auflage. Band 4. Apollo Books, Stenstrup 2005, ISBN 87-88757-33-1, S. 114 (englisch).
2. ↑  Schoenobius bei Fauna Europaea. Abgerufen am 20. Oktober 2014
3. ↑  Global Information System on Pyraloidea (GlobIZ). Abgerufen am 20. Oktober 2014.